# Allodecta maxillaris
Genre
Espèce
Allodecta maxillaris, unique représentant du genre Allodecta, est une espèce d'araignées aranéomorphes de la famille des Salticidae.

## Distribution
Cette espèce est endémique de Jamaïque. Elle se rencontre dans les Blue Mountains.

## Description
Le mâle holotype mesure 5,6 mm.

## Publication originale
- Bryant, 1950 : The salticid spiders of Jamaica. Bulletin of the Museum of. Comparative Zoology, vol. 103, p. 163-209 (texte intégral).